# سواغ الجبل
سواغ الجبل هي جزء من منطقة عزلة السواغ وقد سميت بسواغ الجبل لوقوعها في أعالي الجبال (معتدلة الارتفاع) وتمييزًا عن سواغ الوادي التي تقع في أسفل الجبال وكلاهما ضمن عزلة السواغ، في منطقة شمير أو مقبنة في محافظة تعز في اليمن.